# Пичерно
Пичѐрно (на италиански: Picerno) е градче и община в Южна Италия, провинция Потенца, регион Базиликата. Разположено е на 721 m надморска височина. Населението на общината е 6065 души (към 2013 г.).